# Teri Hatcher
Teri Hatcher (Sunnyvale, Kalifornija, 8. prosinca 1964.), američka glumica.

## Životopis

### Djetinjstvo
Teri Lynn Hatcher je rođena u Sunnyvale, Kalifornija, SAD, kao jedino dijete Owena i Esther Hatcher. Otac joj je fizičar, a majka programer. Svoje djetinjstvo, Teri je provela plešući i provodeći dane u pecanju ribe sa svojim ocem. U srednjoj školi Fremont, bila je vođa Featherettes, plesačkog tima, koje su izgledale kao navijačice, no s podužim haljinama. Na maturi 1982. godine prozvana je " onom koja ima najviše šansi da postane plesačica ". Hatcher je studirala glumu na American Conservatory Theater u San Franciscu, dok je diplomu iz matematike i inženjerstva dobila na De Anza koledžu, u Cupertinu, Kaliforniji. 1984. godine postala je članicom "Gold Rush", profesionalnog tima američkih navijačica za postavu San Francisco 49ers.

### Karijera
Teri je nakon toga otišla u Hollywood kako bi pružila podršku prijateljici na otvorenoj audiciji. No, audiciji je naposljetku pristupila i sama Teri, te je dobila ulogu raspjevane i rasplesane sirene u televizijskoj seriji "The Love Boat" (1977.) 1985. godine dobila je ulogu Penny Parker u seriji "MacGyver". Kada je serija završila s prikazivanjem, Teri je otišla na audiciju i dobila ulogu Lois u seriji "Lois & Clark: Nove Supermanove avanture" 1993. godine. 
Dvije godine nakon rođenja kćerkice, Teri je prihvatila ulogu Sally Bowles u mjuziklu "Chicago", te je u mjuziklu ostala sve do 2004., kada je prihvatila ulogu u humorističnoj dramskoj seriji "Kućanice". Serija se pokazala kao pravi mega svjetski uspjeh, a za ulogu šeprtljave Susan Mayer je osvojila Zlatni globus kao najbolja televizijska glumica u humorističnoj seriji. 

### Privatni život
Od 1985. do 1988., Teri je bila u ljubavnoj vezi s glumcem iz "MacGyvera", Richardom Deanom Andersonom. 1988. udala se za Marcusa Leitholda, no brak je kratko trajao. 1994. godine udaje se za glumca Jona Tenneya. 10. studenog 1997. rodila je kćer Emerson Rose Tenney. Rastala se od Jona 2003. Nakon toga, hodala je i s glumcem Stephenom Kayem i voditeljem Američkog idola Ryanom Seacrestom.

## Zanimljivosti
- Obožava igrati golf.
- Otišla je na audiciju za lik Jamie u seriji "Lud za tobom" (Mad About You), no ulogu je dobila Helen Hunt.
- U sceni u "Kućanicama" kada se trebala zabiti u vjenčanu tortu, Teri je slomila dva rebra.
- 2005. godine je od strane časopisa "People Magazine" ušla u izbor "50 najljepših ljudi na svijetu".
- Napisala je svoju autobiografiju "Burnt Toast: And Other Philosophies of Life".
- 8. ožujka 2006. izjavila je kako ju je njezin ujak, Richard Hayes Stone, seksualno napastovao u periodu njene 5-9. godine života.

## Filmografija

### Televizijske uloge
- "Kućanice" (Desperate Housewives) kao Susan Mayer (2004.-danas)
- "Dva i pol muškarca" (Two and a half men) kao Liz (2004.)
- "Frasier" kao Marie (1998.)
- "Seinfeld" kao Sidra (1993.; 1998.)
- "Lois & Clark: Nove Supermanove pustolovine" (Lois&Clark: The New Adventures of Superman) kao Lois Lane (1993. – 1997.)
- "Sunday Dinner" kao TT Fagori (1991.)
- "The Exile" kao Marissa (1991.)
- "Tales From The Crypt" kao Stacy (1990.)
- "Murphy Brown" kao Madeline Stillwell (1990.)
- "MacGyver" kao Penny Parker (1986. – 1990.)
- "Quantum Leap" kao Donna Eleese (1989.)
- "Zakon u Los Angelesu" (L.A. Law) kao Tracy Shoe (1989.)
- "Zvjezdane staze: Nova generacija" (Star Trek: The Next Generation) kao B.G. Robinson (1988.)
- "CBS Summer Playhouse" kao Lauri Stevens (1988.)
- "Night Court" kao Kitty (1987.)
- "Karen's Song" kao Laura Matthews (1987.)
- "Capitol" kao Angelica Stimac Clegg (1986. – 1987.)
- "The Love Boat" kao Amy (1985. – 1986.)

### Filmske uloge
- "Koralina i tajna ogledala" (Coraline) kao Coralinina majka (2009.) - posuđuje glas
- "Ressurecting the Champ" kao Andrea Flak (2007.)
- "Momentum" kao Jordan Ripps (2003.)
- "Dodir sudbine" (A Touch of Fate) kao Megan Marguilas (2003.)
- "Jane Doe" kao Jane Doe (2001.)
- "Spy Kids" kao gospođica Gradenko (2001.)
- "Say Uncle" (2001.)
- "Kandidat" (Running Mates) kao Shawna Morgan (2000.)
- "Fever" kao Charlotte Parker (1999.)
- "Since You've Been Gone" kao Maria Goldstein (1998.)
- "Sutra nikada ne umire" (Tomorrow never Dies) kao Paris Carver (1997.)
- "Dva paklena dana" (2 Days in the Valley) kao Becky Foxx (1996.)
- "Heaven's Prisoners" kao Claudette Rocque (1996.)
- "Dead Girl" kao prolaznica (1996.)
- "The Cool Surface" kao Dani Payson (1994.)
- "Razarač" (Brain Smasher... A Love Story) kao Samantha Crain (1993.)
- "All Tied Up" kao Linda Alissio (1993.)
- "Straight Talk" kao Janice (1992.)
- "Dead in the Water" kao Laura Stewart (1991.)
- "Sapunica" (Soapdish) kao Ariel Maloney/Monica Demonico (1991.)
- "The Brotherhood" kao Teresa Gennaro (1991.)
- "Tango i Cash" kao Katherine "Kiki" Tango (1989.)
- "The Big Picture" kao Gretchen (1989.)

## Vanjske poveznice
- IMDb.com
- Terihatcher.net  Arhivirana inačica izvorne stranice od 6. siječnja 2012. (Wayback Machine)
- Fan site
- Teri Hatcher u "Kućanicama"  Arhivirana inačica izvorne stranice od 1. siječnja 2007. (Wayback Machine)